# James Earl Jones

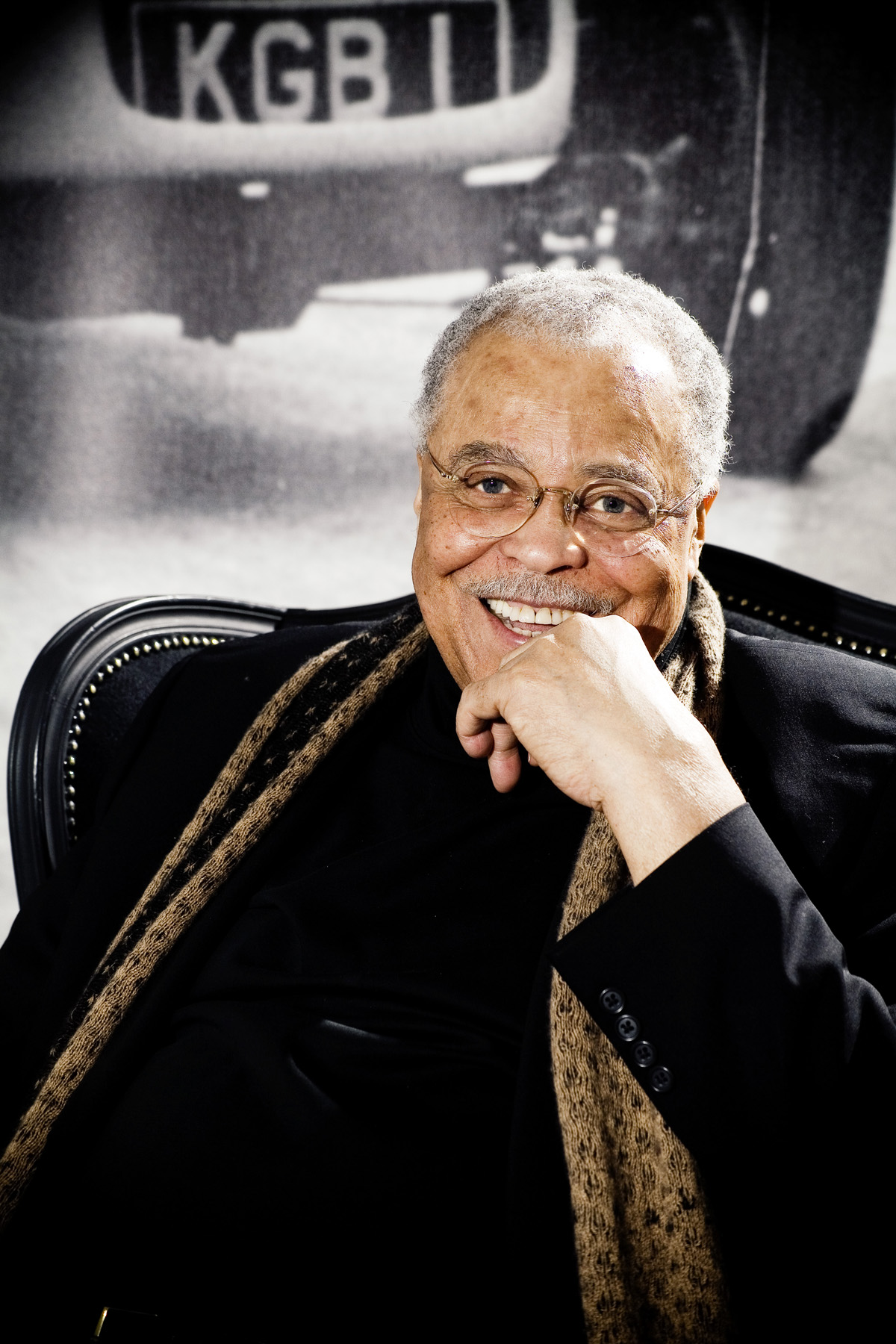
James Earl Jones (2010)

James Earl Jones (* 17. Januar 1931 in Arkabutla, Tate County, Mississippi; † 9. September 2024 in Pawling, Dutchess County, New York) war ein US-amerikanischer Schauspieler. Seit den 1960er-Jahren spielte er zahlreiche Charakterrollen bei Theater, Kino und Fernsehen. Im englischsprachigen Raum wurde seine kräftige Stimme sein Markenzeichen, mit der er u. a. die Figur des Darth Vader in Star Wars sprach. Er zählt zu den wenigen Künstlern, die als EGOT-Preisträger mit Emmy, Grammy, Oscar und Tony alle vier großen Preise der US-amerikanischen Unterhaltungsindustrie erhalten haben.

## Leben

### Frühes Leben
Der Sohn des Schauspielers Robert Earl Jones wuchs nach der Trennung seiner Eltern bei seinen Großeltern mütterlicherseits in Dublin, Michigan (USA), auf. Als Reaktion auf die Trennung fing er im Alter von fünf Jahren zu stottern an und sprach daraufhin ungefähr acht Jahre lang, bis zum Besuch der High School, fast gar nicht mehr (siehe Mutismus). Erst einem seiner High-School-Lehrer, Donald Crouch, verdankte er es, dass er wieder zu reden begann. Crouch war davon überzeugt, dass das Sprechen in der Öffentlichkeit Jones wieder mehr Selbstvertrauen geben würde, und so ließ er Jones jeden Tag im Unterricht ein Gedicht aufsagen.
Von 1949 bis 1953 absolvierte er ein vormedizinisches Studium an der University of Michigan. Zudem besuchte er das Reserve Officer Training Corps der Universität, um sich zum Offizier ausbilden zu lassen. Da ihm während des Studiums klar wurde, dass Medizin nicht das Richtige für ihn war, wechselte er zur Schauspielerei. Der Koreakrieg war um 1950 auf seinem Höhepunkt, deshalb erwartete er, mit Abschluss direkt als Offizier eingezogen und nach Korea gesandt zu werden. Im Herbst 1953 erhielt er sein Offizierspatent (englisch commission) von der United States Army, wurde an der Infanterieschule in Fort Benning zum Infanterieoffizier ausgebildet und besuchte anschließend erfolgreich die Ranger School. Eigentlich sollte er danach in Fort Leonard Wood stationiert werden, sein Verband wurde jedoch nach Camp Hale nahe Leadville in Colorado verlegt. Seine Einheit war dort als Ausbildungsverband für Gebirgskriegsführung und Winterkampf eingesetzt. Nach drei Jahren Dienstzeit verließ er die Army im Range eines First Lieutenant (deutsch Oberleutnant), um sich der Schauspielerei zu widmen.
Während seiner Militärzeit konvertierte er zum katholischen Glauben.

### Theater

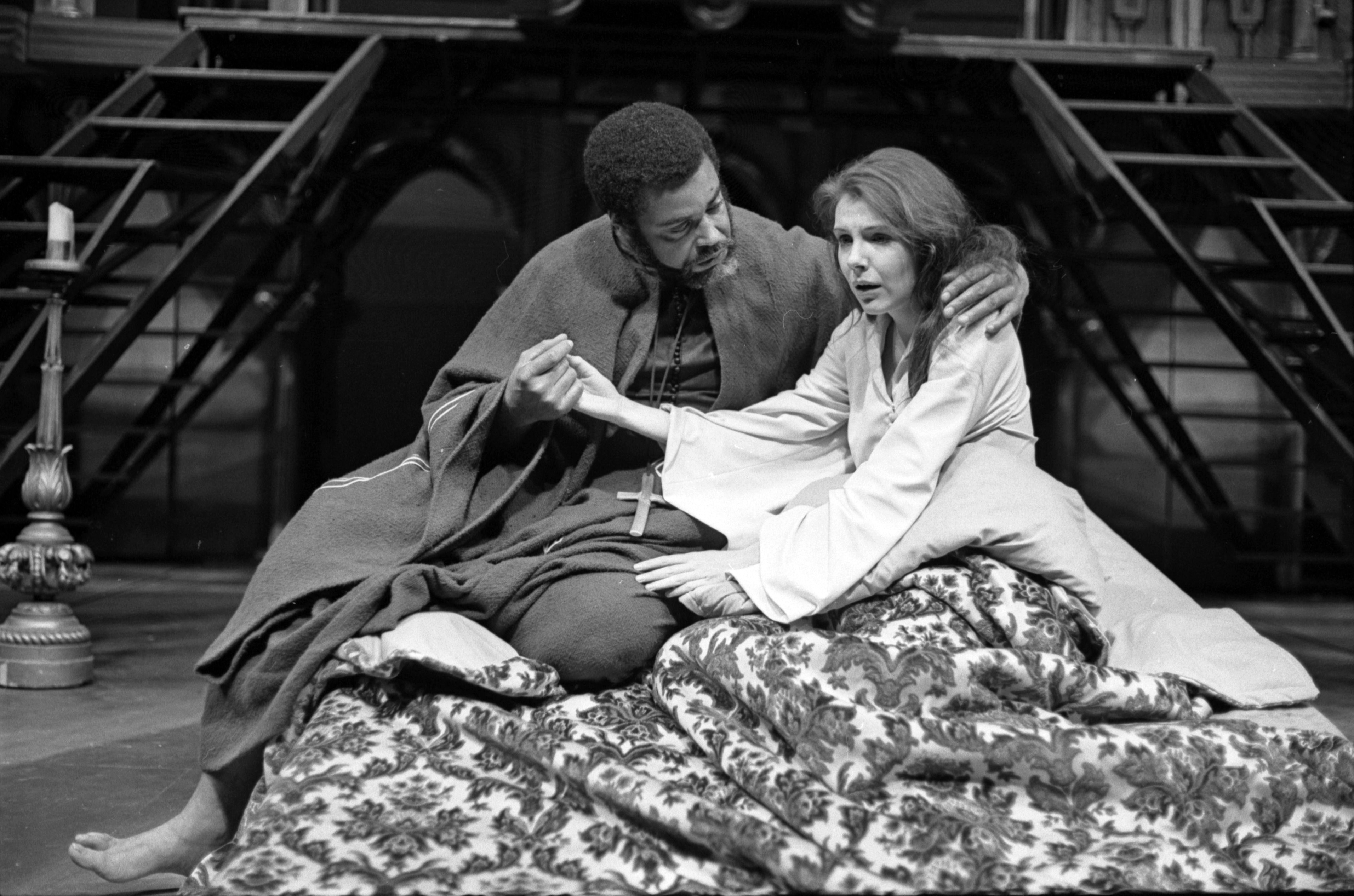
Jones als Othello mit Jill Clayburgh (1971)

Seine Karriere begann in den 1950er-Jahren zunächst beim Theater. Sein Broadway-Debüt erlebte er 1957 in Sunrise at Campobello. In den Folgejahren spielte er diverse Rollen beim New York Shakespeare Festival; so auch Shakespeares Othello – eine Rolle, die er 1981 an der Seite von Christopher Plummer am Broadway wiederholte. Jones wurde im Laufe der Jahre ein renommierter Bühnenschauspieler und Mitglied der Theatre Hall of Fame, der auch nach seinem Durchbruch beim Film weiterhin Theaterengagements annahm.
Seinen großen Durchbruch als Bühnenschauspieler hatte er 1969 mit der Darstellung des Boxers Jack Johnson in dem von Howard Sackler geschriebenen Broadway-Erfolg The Great White Hope, was ihm 1969 einen Tony Award als Bester Hauptdarsteller einbrachte. 1972 war er Shakespeares König Lear. 1987 gewann er seinen zweiten Tony Award für seine Darstellung in dem Stück Fences von August Wilson, in dem er einen ehemaligen Baseballspieler verkörperte, der nicht in der Lage zur Kommunikation mit seinem Sohn ist. Weitere Tony-Nominierungen folgten 2005 für Ernest Thompsons On Golden Pond und 2012 für Gore Vidals The Best Man, in letzterem spielte er einen ehemaligen US-Präsidenten.
2006 porträtierte Jones in dem Ein-Personen-Stück Thurgood den ersten afroamerikanischen Richter Thurgood Marshall am Obersten Gerichtshof der USA. Im Februar 2008 spielte er am Broadhurst Theatre in New York in einem Ensemble von ausschließlich afroamerikanischen Schauspielern neben Phylicia Rashad und Terrence Howard die Rolle des Big Daddy in Die Katze auf dem heißen Blechdach von Tennessee Williams. Im November 2009 trat er am Novello Theater in London erneut in dieser Rolle auf. Im Oktober 2010 war er neben Vanessa Redgrave in der Bühnenfassung des Filmerfolgs Miss Daisy und ihr Chauffeur von Alfred Uhry am Broadway zu sehen. Auch mit dieser Rolle trat er später, im November 2011, im Londoner Westend auf. 2017 erhielt Jones einen dritten Tony Award, dieses Mal für sein Lebenswerk, zugesprochen.

### Film und Fernsehen

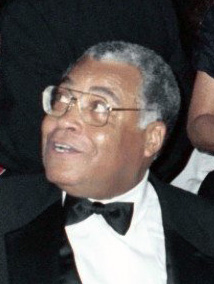
James Earl Jones (1991)

Ab 1962 erhielt Jones erste kleinere Rollen im US-Fernsehen. Sein erster Filmauftritt erfolgte 1964 in Stanley Kubricks Filmklassiker Dr. Seltsam oder: Wie ich lernte, die Bombe zu lieben, in dem er in einer Nebenrolle als Bombenschütze eines B-52-Bombers zu sehen war. Seinen Durchbruch beim Film feierte Jones 1970 durch Martin Ritts Die große weiße Hoffnung (Originaltitel The Great White Hope), die Verfilmung seines vorherigen Bühnenerfolges, in der erneut den Boxer Jack Johnson spielte. Sein Auftritt in der Verfilmung brachte ihm einen Golden Globe Award als Bester Nachwuchsdarsteller, eine weitere Golden-Globe-Nominierung als Bester Hauptdarsteller – Drama sowie eine Oscar-Nominierung als Bester Hauptdarsteller ein.
Fortan übernahm Jones in vielen Hollywood-Filmen Haupt- und Nebenrollen, in denen er oft Figuren verkörperte, die Würde oder Strenge ausstrahlen konnten. 1972 spielte Jones in dem Film The Man den US-Präsidenten. Dies war das erste Mal, dass ein Afroamerikaner in dieser Funktion in einem US-Kinofilm zu sehen war. Er verkörperte den finsteren Schlangenkultführer Thulsa Doom in dem Abenteuerfilm Conan der Barbar (1982), den afrikanischen König und Vater von Eddie Murphys Hauptcharakter in der Komödie Der Prinz aus Zamunda (1988) oder einen eigenbrötlerischen, aber gutmütigen Schriftsteller in dem Baseballfilm Feld der Träume (1989). Im Jahr 1990 verkörperte er im Thriller Jagd auf Roter Oktober (1990) in einer seiner bekannteren Rollen den CIA-Deputy-Direktor Admiral James Greer, Vorgesetzter und väterlicher Freund des Titelhelden Jack Ryan. Jones übernahm den Part des Admirals auch in den Fortsetzungen Die Stunde der Patrioten (1992) und Das Kartell (1994), in letzterem starb die Figur Greer an Krebs.
Beim Fernsehen hatte Jones Ende der 1970er-Jahre bzw. Anfang der 1990er-Jahre jeweils Hauptrollen in den Krimiserien Captain Paris und Gabriel’s Fire, die aber beide nach einem Jahr eingestellt wurden. Ansonsten war er seit den 1960ern als Gaststar in Serien wie Preston & Preston, Picket Fences – Tatort Gartenzaun, Dr. House, Everwood, Frasier und Two and a Half Men präsent. Er hatte Auftritte in diversen Fernsehfilmen, etwa 1979 als Sänger Paul Robeson in einer Filmbiografie über diesen, sowie einigen Miniserien, darunter im Jahr 1977 die beiden weltweiten Fernseherfolge Roots und Jesus von Nazareth. Im Laufe seiner Karriere wurde Jones achtmal für den Fernsehpreis Primetime Emmy nominiert und gewann diesen zweimal, 1990 für den Fernsehfilm Heat Wave und 1991 für die Krimiserie Gabriel’s Fire. In Folge 14 der 7. Staffel der Sitcom The Big Bang Theory (Originaltitel der Folge: The Convention Conundrum) hatte Jones im Jahr 2014 zusammen mit der Schauspielerin Carrie Fisher einen Gastauftritt.
Nachdem Jones für Die große weiße Hoffnung etwa 40 Jahre zuvor leer ausgegangen war, erhielt er 2011 den Ehrenoscar für sein Lebenswerk. Im Verlaufe der 2010er-Jahre stand er seltener vor der Kamera, verkörperte aber noch 2021 in der Fortsetzung Der Prinz aus Zamunda 2 erneut die Rolle des Königs, wenn er auch aufgrund seines Alters nicht am Set war - seine Szenen wurden nachher in den Film geschnitten. Sein Schaffen als Film- und Fernsehschauspieler umfasst rund 190 Produktionen zwischen 1962 und 2022.

### Sprechrollen, Hörbücher, Computerspiele
James Earl Jones’ besonderes Kennzeichen war seine tiefe, markante Stimme, die ihm zu besonderer Popularität verhalf. 1977 sprach er in der Weltraumsaga Star Wars erstmals den unheimlichen Sith-Lord Darth Vader. Während der britische Schauspieler David Prowse Vader im Kostüm verkörperte, lieh ihm Jones seine Stimme. Lucas hatte Jones verpflichtet, als er für Darth Vader eine tiefe, dunkle Stimme suchte. Im englischsprachigen Raum ist die Figur des schwarz gekleideten Schurken seitdem untrennbar mit Jones’ Stimme verbunden; er sprach Vader auch in den anderen Filmen der Hauptreihe und weiteren Teilen des Star-Wars-Franchise. So lieh er Darth Vader auch in der Animationsserie Star Wars Rebels (2014 bis 2016) und in der Live-Action-Serie Obi-Wan Kenobi (2022) über Archivmaterial seine Stimme.
Eine ebenfalls berühmte, wenn auch kleine Sprecherfunktion hatte Jones für den US-Nachrichtensender CNN, dessen Erkennungssatz This is CNN er einsprach. Jones war weiterhin als Sprecher an Zeichentrickfilmen aktiv und lieh unter anderem den Löwen Mufasa in Disneys Der König der Löwen (1994) im englischen Original seine Stimme. Er übernahm auch Sprechrollen in Zeichentrickserien, beispielsweise bei drei Folgen Die Simpsons zwischen 1990 und 1998. Auch nahm Jones einige Hörbücher auf und gewann 1977 für eine dieser Hörbuchaufnahmen den Grammy in der Kategorie Best Spoken Word Recording.
In dem Computerspiel Command & Conquer: Tiberian Sun (1999) sprach und spielte er die Figur des Commander Solomon. In der computeranimierten Neuverfilmung Der König der Löwen von 2019 sprach Jones erneut Mufasa ein. Nachdem der inzwischen über 90-jährige Jones im Jahr 2022 offiziell seinen Rückzug als aktiver Sprecher bekannt gab, wird zukünftig seine Stimme für Darth Vader aus Archivmaterial und mit Hilfe von KI erzeugt.

### Privates
Jones’ erste Frau war die Schauspielerin und Sängerin Julienne Marie (auch bekannt als Julienne Scanlon), die er während der Produktion zu Othello kennengelernt hatte, in der diese die Desdemona spielte. Die Ehe mit Julienne Marie hielt von 1968 bis 1972. Im Jahr 1982 heiratete er Cecilia Hart, mit der er ein Kind hatte. Er war mit ihr bis zu deren Tod im Oktober 2016 verheiratet.
Von 2009 bis zu seinem Tod war Jones Mitglied der American Academy of Arts and Sciences. Er starb am 9. September 2024 im Alter von 93 Jahren in seinem Haus im Dutchess County, New York.
Seine Autobiografie, die 2002 erschien, trägt den Titel Voices and Silences.

## Auszeichnungen

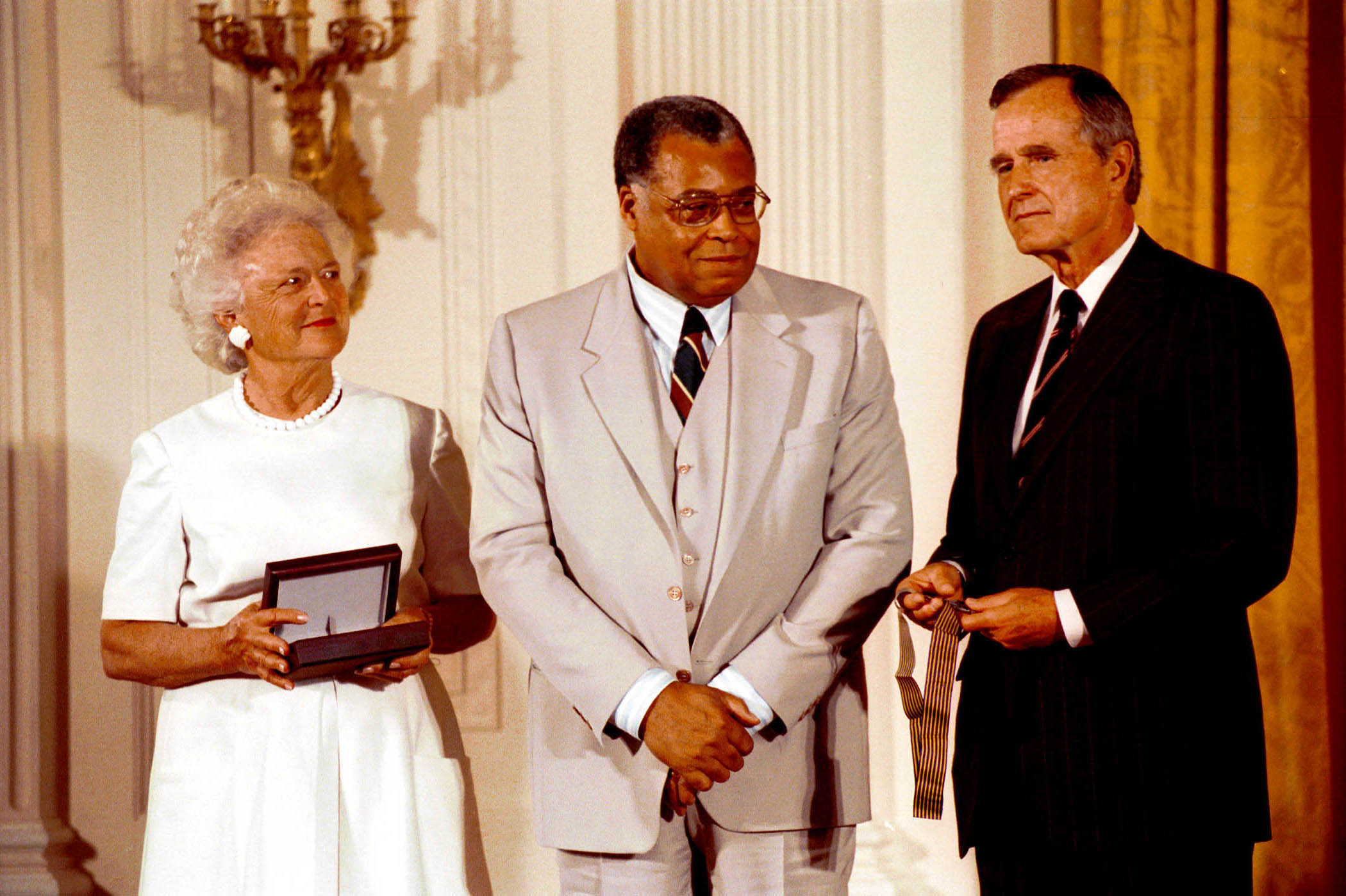
Jones mit Präsident George H. W. Bush und First Lady Barbara Bush im Jahr 1992.

### Oscars
- 1970: Nominierung als Bester Hauptdarsteller für The Great White Hope
- 2011: Ehrenoscar für das Lebenswerk

### Emmys
Primetime Emmy (für Produktionen, die zur besten Sendezeit laufen)
- 1963: Nominierung in der Kategorie Outstanding Guest Actor in a Drama Series für East Side/West Side
- 1990: Nominierung in der Kategorie Outstanding Supporting Actor in a Limited or Anthology Series or Movie für By Dawn’s Early Light
- 1991: Auszeichnung in der Kategorie Outstanding Supporting Actor in a Miniseries für Heat Wave
- 1991: Auszeichnung in der Kategorie Outstanding Actor in a Drama Series für Gabriel’s Fire
- 1994: Nominierung in der Kategorie Outstanding Guest Actor in a Drama Series für Picket Fences
- 1995: Nominierung in der Kategorie Outstanding Supporting Actor in a Drama Series für Under One Roof
- 1997: Nominierung in der Kategorie Outstanding Guest Actor in a Comedy Series für Frasier
- 2004: Nominierung in der Kategorie Outstanding Guest Actor in a Drama Series für Everwood

Daytime Emmy Award (für Produktionen, die tagsüber laufen)
- 1988: Nominierung in der Kategorie Outstanding Performer in Children’s Programming für CBS Schoolbreak Special
- 2000: Auszeichnung in der Kategorie Outstanding Performer in Children’s Special für Das Ende des Sommers

### Grammy Awards
- 1970: Nominierung in der Kategorie Best Spoken Word Recording für The Great White Hope
- 1977: Auszeichnung in der Kategorie Best Spoken Word Recording für Great American Documents
- 2001: Nominierung in der Kategorie Best Spoken Word Album for Children für The Christmas Miracle of Jonathan Toomey

### Lebenswerk-Auszeichnungen und weitere Ehrungen

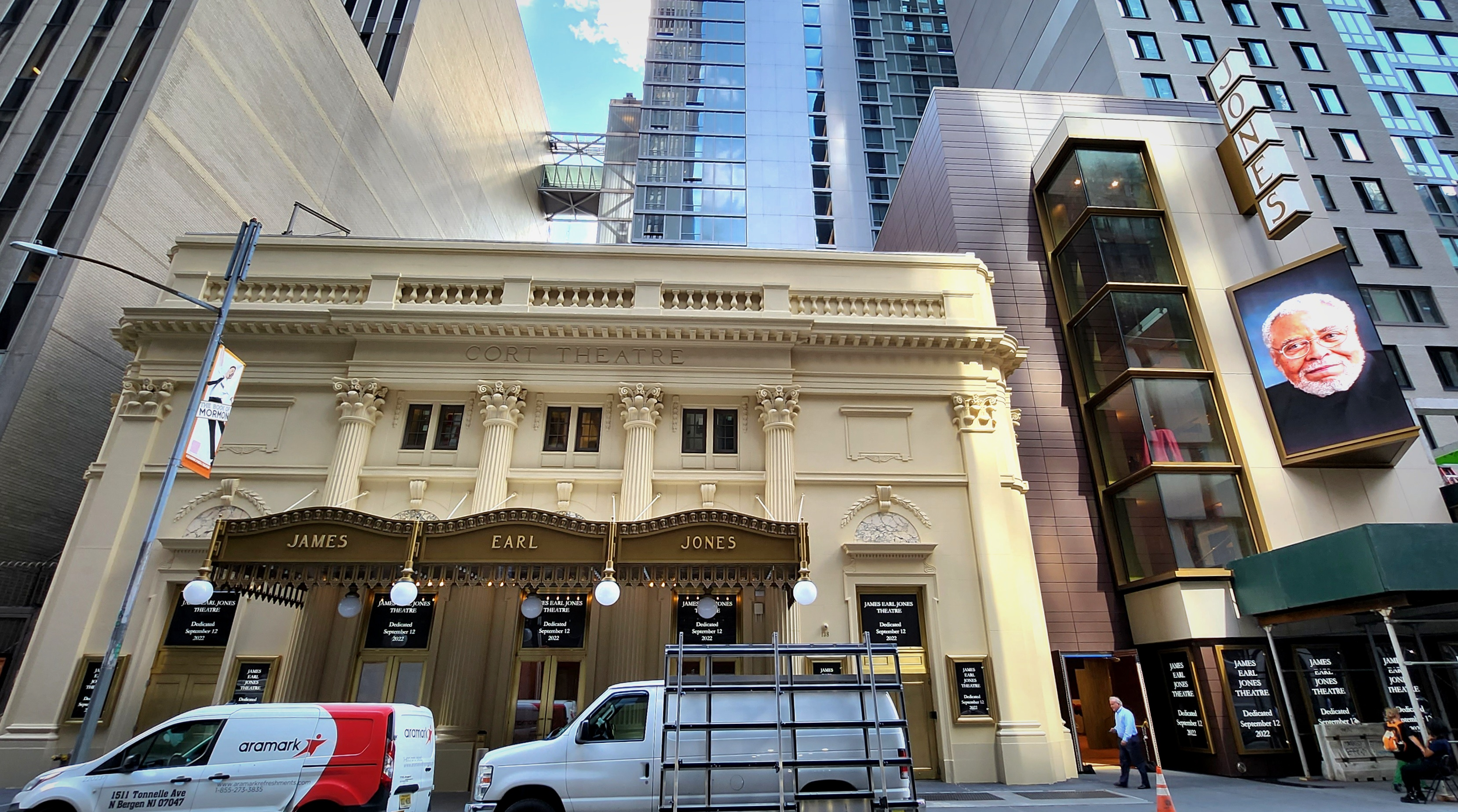
Das James Earl Jones Theatre in New York, früher Cort Theatre

- 1985: Aufnahme in die American Theater Hall of Fame
- 1992: National Medal of Arts
- 2002: Kennedy-Preis
- 2009: Screen Actors Guild Life Achievement Award
- 2017: Ehrendoktorwürde der Harvard University
- 2019: Disney Legend
- 2022: Das bekannte Cort Theatre am Broadway wird zu Ehren des Schauspielers in James Earl Jones Theatre umbenannt.[14]

## Filmografie (Auswahl)
- 1962/1963: Preston & Preston (The Defenders, Fernsehserie, 2 Folgen)
- 1963: East Side/West Side (Fernsehserie, Folge 01x07)
- 1964: Dr. Seltsam oder: Wie ich lernte, die Bombe zu lieben (Dr. Strangelove or: How I Learned to Stop Worrying and Love the Bomb)
- 1966: Dr. Kildare (Fernsehserie, 4 Folgen)
- 1967: Die Stunde der Komödianten (The Comedians)
- 1970: Der Weg in den Abgrund (End of the Road)
- 1970: Die große weiße Hoffnung (The Great White Hope)
- 1972: The Man
- 1974: Claudine
- 1975: Begegnung aus dem Nichts (The UFO Incident)
- 1975: Eiskalt (Deadly Hero)
- 1976: Der schwarze Fluß (The River Niger)
- 1976: Der scharlachrote Pirat (Swashbuckler)
- 1977: Krieg der Sterne (Star Wars: Episode IV: A New Hope, Stimme)
- 1977: Exorzist II – Der Ketzer (Exorcist II: The Heretic)
- 1977: Drei Fremdenlegionäre (The Last Remake of Beau Geste)
- 1977: Ich bin der Größte (The Greatest)
- 1977: Jesus von Nazareth (Gesù di Nazareth)
- 1979: Roots – Die nächsten Generationen (Roots: The Next Generations, Miniserie)
- 1979: Paul Robeson (Fernsehfilm)
- 1979–1980: Captain Paris (Fernsehserie, 13 Folgen)
- 1980: Das Imperium schlägt zurück (Star Wars: Episode V: The Empire Strikes Back, Stimme)
- 1980: Das Guyana-Massaker (Guyana Tragedy: The Story of Jim Jones)
- 1982: Conan der Barbar (Conan the Barbarian)
- 1983: Die Rückkehr der Jedi-Ritter (Star Wars: Episode VI: Return Of The Jedi, Stimme)
- 1985: Die Haie von Las Vegas (The Vegas Strip War, Fernsehfilm)
- 1986: Soul Man
- 1987: Quatermain II – Auf der Suche nach der geheimnisvollen Stadt (Allan Quatermain and the Lost City of Gold)
- 1987: Der steinerne Garten (Gardens of Stone)
- 1987: Matewan
- 1987: Ein Engel auf Erden (Highway to Heaven, Fernsehserie, Folge 03x16)
- 1988: Der Prinz aus Zamunda (Coming to America)
- 1989: Karate Tiger IV – Best of the Best (Best of the Best)
- 1989: Feld der Träume (Field of Dreams)
- 1989: Das Bankentrio (Three Fugitives)
- 1990: Condition Red (By Dawn’s Early Light)
- 1990: The Ambulance
- 1990: Jagd auf Roter Oktober (The Hunt for Red October)
- 1990–1991: Chicago Soul (Gabriel's Fire, Fernsehserie, 20 Folgen)
- 1991: Der große Blonde mit dem schwarzen Fuß (True Identity)
- 1991–1992: Profis contra Ganoven (Pros and Cons, Fernsehserie, 13 Folgen)
- 1992: Die Stunde der Patrioten (Patriot Games)
- 1992: Sneakers – Die Lautlosen (Sneakers)
- 1993: Herkules und die Sandlot-Kids (The Sandlot)
- 1993: Sommersby
- 1993: Meteor Man (The Meteor Man)
- 1993: Superman – Die Abenteuer von Lois & Clark (Superman – Die Abenteuer von Lois & Clark, Fernsehserie, eine Folge)
- 1993: Law & Order (Fernsehserie, Folge 4x04 Jagd auf den Serienkiller)
- 1994: Der König der Löwen (The Lion King, Stimme)
- 1994: Das Kartell (Clear and Present Danger)
- 1994: Die nackte Kanone 33⅓ (Naked Gun 33 1/3: The Final Insult)
- 1994: Aufruhr in Alabama – Die Geschichte des Vernon Johns (The Vernon Johns Story, Fernsehfilm)
- 1994: Blackout – Ein Detektiv sucht sich selbst (Clean Slate)
- 1995: Jefferson in Paris
- 1995: Judge Dredd
- 1996: A Family Thing – Brüder wider Willen (A Family Thing)
- 1997: Frasier (Fernsehserie, Folge 04x15)
- 1997: Gangland – Cops unter Beschuß (Gang Related)
- 1997: Stargate – Kommando SG-1 (Stargate SG-1, Fernsehserie, eine Folge, Stimme)
- 1998: Merlin (Fernsehfilm)
- 1999: Das Ende des Sommers (Summer’s End, Fernsehfilm)
- 1999: Santa & Pete (Santa and Pete)
- 1999: Fantasia 2000 (Sprecher)
- 2003–2004: Everwood (Fernsehserie, 3 Folgen)
- 2003: Will & Grace (Fernsehserie, eine Folge)
- 2005: Herkules und die Sandlot Kids 2 (The Sandlot 2)
- 2005: Star Wars: Episode III – Die Rache der Sith (Star Wars: Episode III: Revenge Of The Sith, Stimme)
- 2006: Scary Movie 4 (Cameo)
- 2006: Cars (Stimme von Claude Scruggs)
- 2008: Willkommen zu Hause, Roscoe Jenkins (Welcome Home, Roscoe Jenkins)
- 2008: Two and a Half Men (Fernsehserie, Folge 06x11)
- 2009: Dr. House (House, Fernsehserie, Folge 06x03)
- 2013: Gimme Shelter
- 2014: The Big Bang Theory (Fernsehserie, Folge 07x14)
- 2014: The Angriest Man in Brooklyn
- 2014–2016: Star Wars Rebels (Fernsehserie, Stimme von Darth Vader)
- 2015: Agent X (Fernsehserie, 2 Folgen)
- 2016: Rogue One: A Star Wars Story (Stimme von Darth Vader)
- 2019: Der König der Löwen (The Lion King, Stimme)
- 2019: Star Wars: Der Aufstieg Skywalkers (Star Wars: The Rise of Skywalker, Stimme)
- 2021: Der Prinz aus Zamunda 2 (Coming 2 America)
- 2022: Obi-Wan Kenobi (Fernsehserie, Stimme)

## Schriften
- mit Penelope Niven: Voices and Silences. Limelight Editions, New York, 2002, ISBN 0-87910-969-6.
- Othello (Actors on Shakespeare). Faber and Faber, London, 2003, ISBN 0-571-21675-7.